# The End of the World as We Know It
The End of the World as We Know It is de drieëntwintigste aflevering van het negende seizoen van het tienerdrama Beverly Hills, 90210, die voor het eerst werd uitgezonden op 28 april 1999.

## Plot
De vriendengroep zitten in de Peach Pitt te praten over het aankomende millenniumwisseling en wat er kan gebeuren met de wereld, Steve maakt zich nog geen zorgen maar als de rest roepen dat er van alles mis kan gaan dan wordt hij toch zenuwachtig. Steve is nu overtuigd dat er na de jaarwisseling niets meer werkt en te krijgen is en wil gaan hamsteren, Janet echter maakt zich geen zorgen en wil eigenlijk wel met vakantie met Steve. Op het moment dat het huis vol staat met blikvoer en batterijen voor de zaklamp is de maat vol bij Janet en vertelt Steve de waarheid over zijn doordraaien. Steve krijgt nu door wat hij aan het doen is en beseft dat Janet gelijk heeft.
Matt en Kelly zijn aan het babysitten op Erin en belanden in een vrijpartij op de bank als Erin op bed ligt, niet wetende dat Erin een videocamera aangezet heeft die hun filmt. Door misverstanden belandt de videoband bij Dylan en Gina die ontspannen een videofilm willen kijken, groot is hun verbazing als zij de vrijpartij zien van Matt en Kelly. Gina merkt aan Dylan dat hij er moeite mee heeft om Kelly zo te zien en wordt daar jaloers op, Dylan vertelt aan Kelly en Matt dat hij de videoband vernietigd heeft. Dit was een leugen omdat hij nu stiekem kan kijken naar de vrijpartij en beseft dat hij nog steeds niet over Kelly heen is. Kelly besluit om de waarheid te vertellen aan Matt over wat er tussen haar en Dylan is gebeurd toen zij laatst samen in Mexico waren. Als Matt hoort dat zij toen samen naar bed zijn gegaan vindt hij dit niet leuk om te horen maar besluit haar toch te vergeven.
Donna ziet bij de winkel een knappe jongen, Wayne, zitten en vraagt hem of hij model wil worden voor haar nieuwe kledinglijn. Hij ziet dit wel zitten en voornamelijk omdat hij een oogje heeft op Donna. Wayne laat het ook merken dat hij Donna leuk vindt en neemt haar mee uit eten, Donna voelt haar wel wat opgelaten hierdoor en maakt duidelijk dat zij een relatie heeft maar dit schrikt Wayne niet af. Als zij weer bij elkaar zijn valt Donna toch voor hem en kussen zij elkaar.
Matt wil een aantal oliebedrijven aansprakelijk stellen voor het illegaal dumpen van afval maar heeft daar niet de financiële middelen voor en vraagt Dylan om hulp. Dylan neemt de dossiers door en wil wel financieel bijstaan. Matt komt er ook achter dat het bedrijf van de vader van Noah ook in de dossiers voorkomt en waarschuwt Noah hierover. Noah schrikt hiervan en vertelt Matt dat hij hier helemaal buitenstaat, later zoekt Matt een muziek cd op de kamer van Noah en als Noah binnenkomt vermoedt hij dat Matt papieren aan het zoeken is en zij krijgen ruzie. Noah vertrouwt Matt niet meer en vernietigt alle bedrijfspapieren die hij nog had van zijn vader.
David is gelukkig met de relatie die hij nu heeft met Katie en vindt het niet erg dat zij een seksverslaving heeft. Zij hebben seks en David denkt nu dat alles goed is maar Katie heeft hier meer problemen mee en vraagt David of hij bij haar wil blijven maar minstens een jaar geen seks hebben. David is gek op haar maar een jaar geen seks vindt hij toch wel een probleem en besluit dan om uit elkaar te gaan.

## Rolverdeling
- Jennie Garth – Kelly Taylor
- Ian Ziering – Steve Sanders
- Brian Austin Green – David Silver
- Tori Spelling – Donna Martin
- Luke Perry – Dylan McKay
- Joe E. Tata – Nat Bussichio
- Lindsay Price – Janet Sosna
- Daniel Cosgrove – Matt Durning
- Vanessa Marcil – Gina Kincaid
- Vincent Young – Noah Hunter
- Shawn Christian – Wayne Moses
- Mercedes Kastner – Erin Silver
- Jennifer O'Dell – Katie
- Monica – haarzelf (muzikale gast)